# Reinhold Huhn

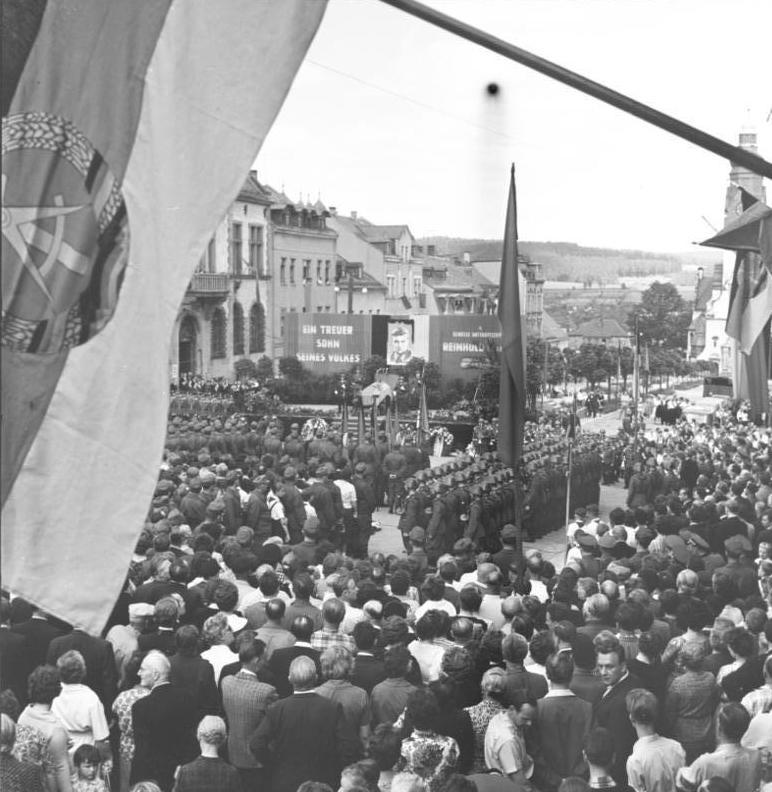
Uroczystości pogrzebowe Reinholda Huhna

Reinhold Paul Huhn (ur. 8 marca 1942 w Braniewie, zm. 18 czerwca 1962 w Berlinie) – żołnierz wojsk granicznych NRD postrzelony przez aktywistę pomagającego w ucieczkach do Berlina Zachodniego i zaliczany tym samym do śmiertelnych ofiar Muru Berlińskiego.

## Okoliczności śmierci
Urodzony w czasie drugiej wojny światowej na terenie dawnych Prus Wschodnich Huhn przed powołaniem do służby wojskowej zajmował się zawodowo hodowlą bydła. 18 czerwca 1962 r. pełnił służbę przy odcinku muru nieopodal ulicy Zimmerstraße w dzielnicy Mitte. W tym właśnie rejonie, bezpośrednio z położonego przy terenie granicznym placu pod budowę wieżowca wydawnictwa Springer, grupa zachodnioberlińskich aktywistów pod kierownictwem Rudolfa Müllera wykopała tunel dla uciekinierów z Berlina Wschodniego. Po przebiciu się do jednej z piwnic po stronie wschodniej Müller opuścił budynek w celu odebrania oczekującej w umówionym miejscu rodziny uciekinierów. Udając się do tunelu grupa zatrzymana została przez patrol, w którym znajdował się Huhn oraz jego przełożony. Kiedy Huhn zamierzał skontrolować grupę, ta ruszyła w kierunku Müllera, który wyciągnął pistolet, po czym postrzelił żołnierza z bliskiej odległości w klatkę piersiową. Müller zbiegł znikając w tunelu, przełożony Huhna otworzył zaś ogień do uciekinierów, nie trafiając jednak żadnego z nich.

## Następstwa
Przebijając się z powrotem na teren Berlina Zachodniego, Rudolf Müller stwierdził, iż jedynie pobił Huhna, sprawcą śmiertelnego postrzału okazał się natomiast sam dowódca patrolu. Zachodnioberliński senat wywiózł Müllera i jego rodzinę do RFN. Pomimo jednoznacznych przesłanek o winie tegoż wniosek władz NRD o wydanie sprawcy został odrzucony, podjęte zaś przez zachodnioberlińskie organa śledcze dochodzenie umorzono w 1962 r. Przedstawiana żołnierzom wojsk granicznych wersja rządu NRD zakładała, jakoby Müller miał działać na bezpośrednie zlecenie Konrada Adenauera i Willego Brandta.
Po zjednoczeniu Niemiec prokuratura państwowa w Berlinie wznowiła dochodzenie, które ostatecznie doprowadziło w 1996 r. Rudolfa Müllera na ławę oskarżonych. W przebiegu tegoż stwierdzono, iż Müller istotnie winny był śmierci postrzelonego, wzięto jednak pod uwagę okoliczności obrony koniecznej. Sąd skazał Müllera na karę roku pozbawienia wolności w zawieszeniu. W mającym miejsce w 2000 r. postępowaniu apelacyjnym przed sądem federalnym podtrzymano wyrok, zmieniając jednak charakter przestępstwa na morderstwo z powodu udowodnionych przesłanek winy umyślnej. Wystosowane przez Müllera w listopadzie tego samego roku odwołanie zostało odrzucone.
6 sierpnia 2001 r. niemiecka stacja telewizyjna MDR wyemitowała film dokumentalny o niniejszych wydarzeniach, potwierdzając tym samym wszystkie dotychczasowe wyniki ustaleń policyjno-sądowych byłej NRD.

## Uhonorowanie i miejsca pamięci

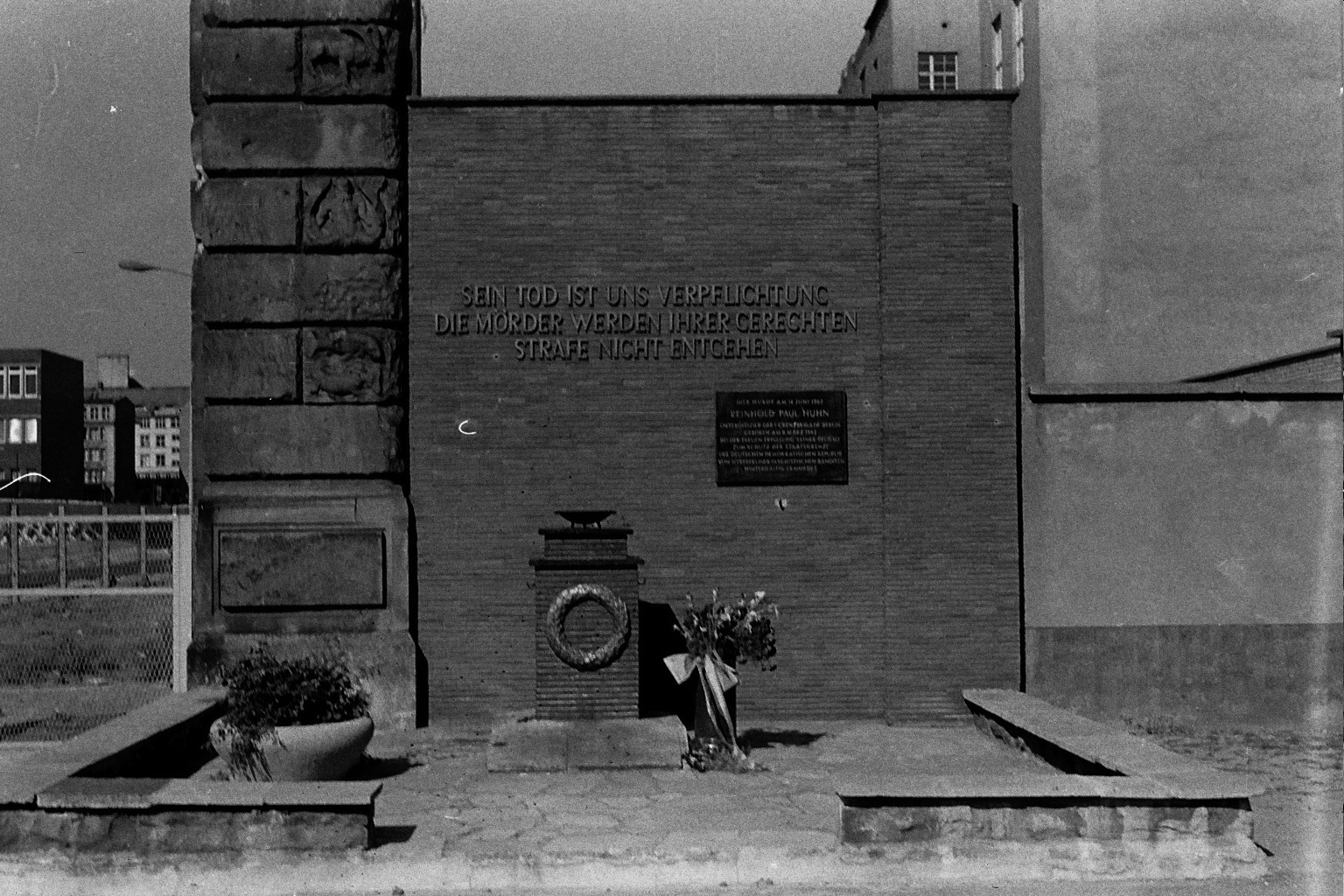
Obelisk upamiętniający Reinholda Huhna

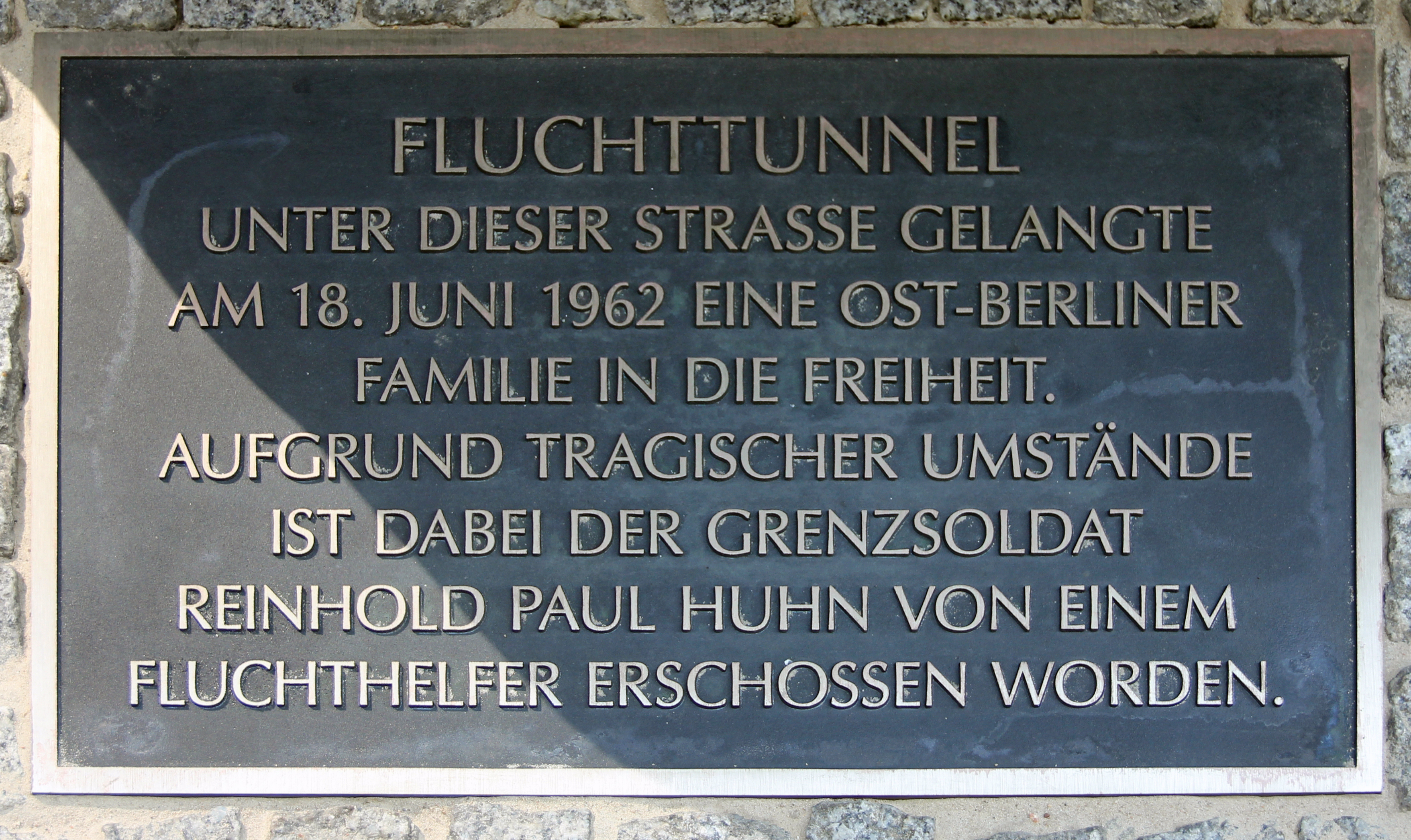
Tablica upamiętniająca Reinholda Huhna

Postrzelony Huhn został awansowany pośmiertnie do stopnia kaprala. Imieniem jego nazwano jedną ze średnich szkół technicznych w Berlinie Wschodnim oraz ulice m.in. w Hoyerswerda, Magdeburgu, Guben i Hildburghausen. Na jego cześć przemianowano również dotychczasową Schützenstraße w Berlinie, u zbiegu Jerusalemer Straße i Zimmerstraße urządzono zaś w 1970 r. miejsce pamięci z pomnikiem, które po zjednoczeniu Niemiec zlikwidowano. Zdemontowaną tablicę pamiątkową z tegoż zdeponowano w jednej z sal wystawowych stowarzyszenia Berliner Unterwelten e.V. Poświęcono mu również tablicę pamiątkową w dawnych koszarach Nikolai-Bersarin-Kaserne w dzielnicy Lichtenberg.